# El barber del carrer manyans
El barber del carrer manyans és una llegenda urbana valenciana del segle xix sobre una barberia situada al Carrer Manyans de la ciutat de València, en la qual els clients serien degollats.
La llegenda conta que al primer terç del segle xix hi havia al Carrer Manyans, a mitjan carrer entrant des del Carrer Sant Vicent, una barberia on mataven i furtaven a aquells que entraven per a afaitar-se. Altres versions inclouen que a una pastisseria veïna utilitzaven part de la carn dels assassinats per a la realització de dolços. El cronista de la ciutat Pau Carsí i Gil al llibre escrit entre 1870 i 1873 «Cosas particulares, usos y costumbres de la ciudad de Valencia» considera que la història va ser real.
La història té grans semblances amb una llegenda urbana anglesa, la història de Sweeney Todd, que data de 1846, posterior a la data en què es creu que va ocórrer el cas valencià.